# Skeleton na Zimowych Igrzyskach Olimpijskich 2018
Skeleton na Zimowych Igrzyskach Olimpijskich 2018 – jedna z dyscyplin rozgrywanych podczas igrzysk w dniach 15–17 lutego 2018 w Pjongczangu, w Korei Południowej. Zawody odbyły się w dwóch konkurencjach: zawodach męskich i żeńskich.

## Kwalifikacje
W zawodach wzięło udział w sumie 50 zawodników (20 kobiet i 30 mężczyzn). Kwalifikacja opierała się rankingu Pucharu Świata 2017/2018 z dnia 14 stycznia 2018 roku. Skeletoniści mogli wziąć udział pod warunkiem spełnienia odpowiednich wymagań.

## Terminarz
Oficjalny terminarz igrzysk.
| Data      | Godzina                         | Konkurencja            |
| --------- | ------------------------------- | ---------------------- |
| 15 lutego | 10:00 (UTC+09:00) / 2:00 (CET)  | 1. i 2. zjazd mężczyzn |
| 16 lutego | 9:30 (UTC+09:00) / 1:30 (CET)   | 3. i 4. zjazd mężczyzn |
| 16 lutego | 20:20 (UTC+09:00) / 12:20 (CET) | 1. i 2. zjazd kobiet   |
| 17 lutego | 20:20 (UTC+09:00) / 12:20 (CET) | 3. i 4. zjazd kobiet   |

## Medaliści
| Konkurencja    | Złoto             | Czas    | Srebro             | Czas    | Brąz            | Czas    |
| Ślizg mężczyzn | Yun Sung-bin      | 3:20,55 | Nikita Triegubow   | 3:22,18 | Dominic Parsons | 3:22,20 |
| Ślizg kobiet   | Elizabeth Yarnold | 3:27,28 | Jacqueline Lölling | 3:27,73 | Laura Deas      | 3:27,90 |